# El Cubo de Don Sancho
El Cubo de Don Sancho est une commune de la province de Salamanque dans la communauté autonome de Castille-et-León en Espagne.

## Patrimoine

La rivière du village d'El Cubo de Don Sancho.